# حبيل مطحن (المسيمير)

تعديل مصدري - تعديل

حبيل مطحن هي إحدى قرى عزلة المسيمير بمديرية المسيمير التابعة لمحافظة لحج، بلغ تعداد سكانها 24 نسمة حسب تعداد اليمن لعام 2004.